# The Very Best of Jethro Tull
The Very Best of Jethro Tull (2001) es una compilación de grandes éxitos del grupo de rock progresivo Jethro Tull. Incluye algunos de sus mayores éxtos desde 1969 hasta el momento de su publicación. El mismo Ian Anderson seleccionó personalmente los temas, aprobando versiones reducidas de algunos de ellos, como por ejemplo de "Heavy Horses".

## Lista de temas
| #   | Título                                        | Autor                                  | Interpretaciones | Tiempo |
| --- | --------------------------------------------- | -------------------------------------- | ---------------- | ------ |
| 1.  | "Living in the Past"                          | (Ian Anderson)                         |                  | 3:39   |
| 2.  | "Aqualung"                                    | (Ian Anderson / Jennie Anderson)       |                  | 6:35   |
| 3.  | "Sweet Dream"                                 | (Ian Anderson)                         |                  | 4:02   |
| 4.  | "The Whistler"                                | (Ian Anderson)                         |                  | 3:28   |
| 5.  | "Bungle in the Jungle"                        | (Ian Anderson)                         |                  | 3:35   |
| 6.  | "The Witch's Promise"                         | (Ian Anderson)                         |                  | 3:49   |
| 7.  | "Locomotive Breath"                           | (Ian Anderson)                         |                  | 4:24   |
| 8.  | "Steel Monkey"                                | (Ian Anderson)                         |                  | 3:36   |
| 9.  | "Thick as a Brick"                            | (Ian Anderson / Gerald Bostock)        |                  | 3:00   |
| 10. | "Bourée"                                      | (Ian Anderson / Johann Sebastian Bach) |                  | 3:44   |
| 11. | "Too Old to Rock 'n' Roll: Too Young to Die!" | (Ian Anderson)                         |                  | 3:54   |
| 12. | "Life Is a Long Song"                         | (Ian Anderson)                         |                  | 3:16   |
| 13. | "Songs from the Wood"                         | (Ian Anderson)                         |                  | 4:51   |
| 14. | "A New Day Yesterday"                         | (Ian Anderson)                         |                  | 4:08   |
| 15. | "Heavy Horses"                                | (Ian Anderson)                         |                  | 3:19   |
| 16. | "Broadsword"                                  | (Ian Anderson)                         |                  | 4:59   |
| 17. | "Roots to Branches"                           | (Ian Anderson)                         |                  | 5:11   |
| 18. | "A Song for Jeffrey"                          | (Ian Anderson)                         |                  | 3:17   |
| 19. | "Minstrel in the Gallery"                     | (Ian Anderson)                         |                  | 3:49   |
| 20. | "Cheerio"                                     | (Ian Anderson)                         |                  | 1:10   |